# Parafia św. Jakuba Apostoła w Chlewicach
Parafia świętego Jakuba Apostoła w Chlewiskach – parafia rzymskokatolicka, znajdująca się w diecezji kieleckiej, w dekanacie szczekocińskim.